# Ashleigh Cummings
Ashleigh Cummings, född 11 november 1992 i Jidda, Saudiarabien, är en australisk skådespelare.
Cummings har bland annat medverkat i TV-serierna Miss Fisher's Murder Mysteries (2012–2015) och Citadel från 2023. Hon har även medverkat i filmen Imorgon när kriget kom från 2010.

## Filmografi (i urval)
- 2010: Imorgon när kriget kom
- 2012–2015: Miss Fisher's Murder Mysteries
- 2023: Citadel
- TBA: Long Bright River